# Felice Gimondi
Felice Gimondi (ur. 29 września 1942 w Sedrinie, zm. 16 sierpnia 2019 w Giardini-Naxos) – włoski kolarz szosowy i torowy, trzykrotny medalista szosowych mistrzostw świata. Jako jeden z siedmiu kolarzy w historii wygrał trzy wielkie wyścigi etapowe: Tour de France, Giro d’Italia oraz Vuelta a España.

## Kariera
Jeszcze jako 22-letni amator w 1964 roku Gimondi wygrał Tour de l’Avenir, a rok później – w pierwszym roku swojej zawodowej kariery – stanął na najwyższym podium na mecie Tour de France. Po jego zwycięstwie przez 33 lata żadnemu Włochowi nie udało się wygrać tego najważniejszego wyścigu, do czasu, kiedy w 1998 roku dokonał tego Marco Pantani. Dwa lata po swoim wielkim sukcesie Gimondi triumfował po raz pierwszy w Giro d’Italia, co później udało mu się jeszcze dwukrotnie (w latach 1969 i 1976). Wygrana w Vuelta a España dała mu wejście do hali sław, kolarzy którym udało się wygrać trzy wielkie wyścigi – razem z Gimondim są to Jacques Anquetil, Bernard Hinault, Eddy Merckx, Alberto Contador oraz Vincenzo Nibali. Łącznie wygrał sześć etapów Giro, siedem TdF i jeden etap Vuelty. Gimondi wygrał też trzy klasyki: Paryż-Roubaix (1966), Giro di Lombardia (1966, 1973) czy Mediolan-San Remo (1974). Zwyciężał również między innymi w Chrono des Nations (1967, 1968), Tour de Romandie i Giro dell'Appennino (1969), Grand Prix de Wallonie (1971), Giro del Piemonte (1971, 1973) oraz Volta Ciclista a Catalunya (1972).
Pierwszy medal na międzynarodowej imprezie wywalczył w 1970 roku, kiedy podczas mistrzostw świata w Leicester zajął trzecie miejsce w wyścigu ze startu wspólnego. W zawodach tych wyprzedzili go jedynie Belg Jean-Pierre Monseré oraz Duńczyk Leif Mortensen. Na rozgrywanych rok później mistrzostwach świata w Mendrisio był drugi, ulegając tylko Eddy’emu Merckxowi z Belgii. W tej samej konkurencji zwyciężył na mistrzostwach świata w Barcelonie w 1973 roku. W 1964 roku wystartował w wyścigu ze startu wspólnego na igrzyskach olimpijskich w Tokio, gdzie zajął 33. pozycję. Startował także w kolarstwie torowym, ale bez większych sukcesów. W 1979 roku zakończył karierę.

## Zwycięstwa w Wielkich Tourach
- Tour de France – 1965
- Giro d’Italia – 1967, 1969, 1976
- Vuelta a España – 1968